# Daniel Axt

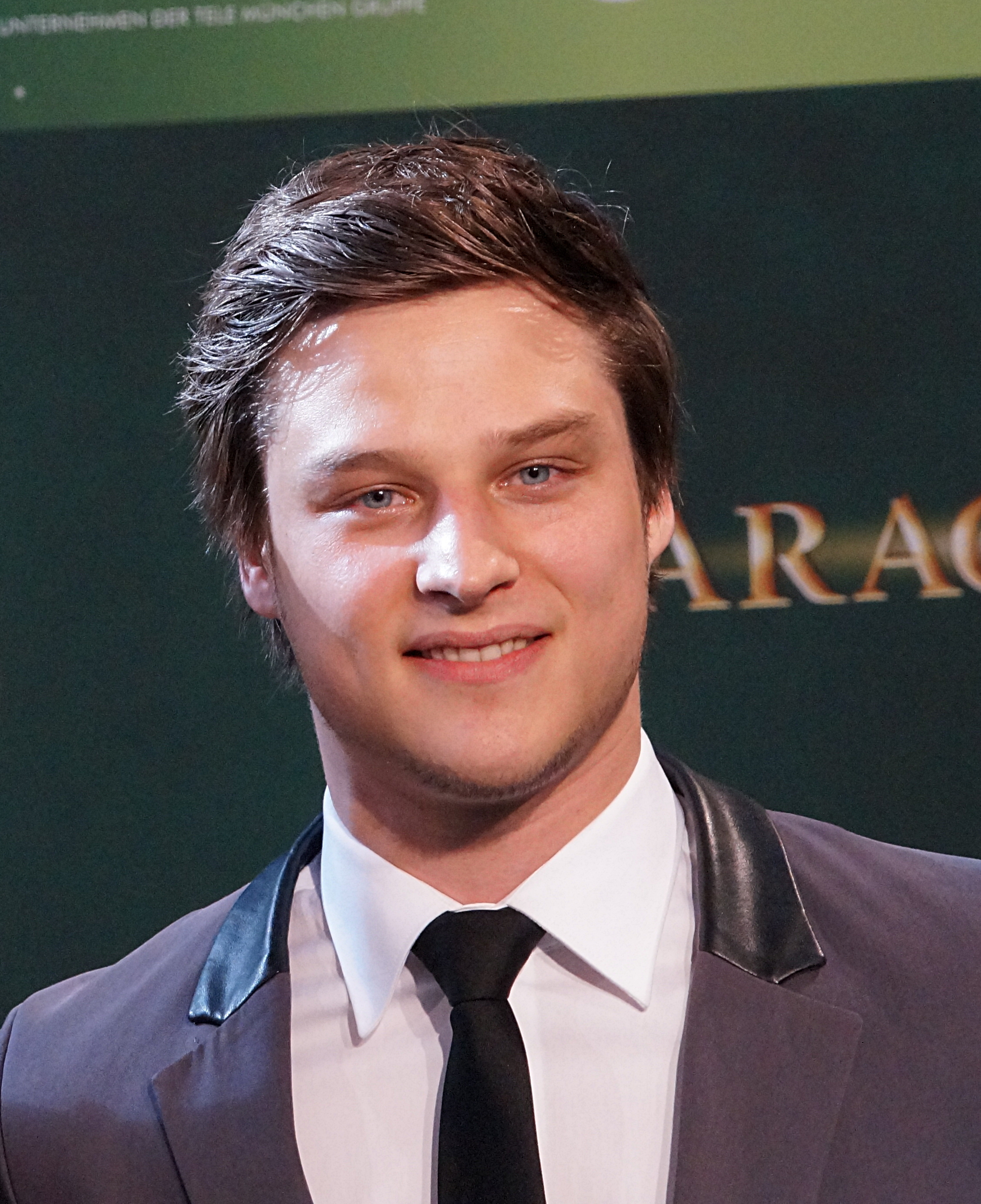
Daniel Axt bei der Deutschlandpremiere von Smaragdgrün, Juni 2016

Daniel Axt  (* 19. November 1991 in Hannover) ist ein deutscher Schauspieler, Synchron- und Hörspielsprecher und Musiker.

## Leben
Daniel Axt spielt seit 2000 Gitarre und E-Gitarre, zunächst in einem klassischen Orchester und als Gitarrist in der Bigband seiner Schule. 2006 kam Daniel Axt durch einen Camera-Acting-Workshop des Schauspielcoaches Hermann Killmeyer zur Schauspielerei. Drei Jahre lang wurde er von einer Agentur für Nachwuchsschauspieler vertreten, bevor er 2009 zu der Künstleragentur „FC Norden 02“ wechselte.
Er gab sein Fernseh-Debüt 2007 in der KI.KA-Reihe krimi.de. In der vierten Folge des Hamburger Kinderkrimis spielte er die Rolle des Luke. Im gleichen Jahr drehte er den Kurzfilm Der Neue und übernahm in dem Pro-Sieben-Remake des Kriegsdramas Die Brücke die Rolle des Jürgen. 2008 folgten weitere Episoden von krimi.de unter der Regie von Stephan Rick und der Pilotfilm zu einer internationalen Produktion mit dem Titel Le Camping. Außerdem übernahm Daniel Axt im gleichen Jahr erste Tätigkeiten als Sprecher. Im Sommer 2009 produzierte Walt Disney Germany das Kino-Musical Rock It! mit Daniel Axt in der Hauptrolle des Nick zusammen mit Emilia Schüle. Außerdem synchronisierte Daniel Axt die im Original von Jay Baruchel gesprochene Hauptrolle des „Hicks“ im DreamWorks-Animationsfilm Drachenzähmen leicht gemacht sowie in den Fortsetzungen Drachenzähmen leicht gemacht 2 im Jahr 2014 und Drachenzähmen leicht gemacht 3: Die geheime Welt von 2019.
Nach dem Start des Filmes Rock It! war Daniel Axt als Sänger der gleichnamigen Band aktiv, die offiziell im Februar 2011 aufgelöst wurde. Im Sommer 2010 stand er für die ARD-Reihe Polizeiruf 110 in Halle vor der Kamera. Im Spätsommer 2010 folgten Drehtage für die RTL-Actionserie Countdown – Die Jagd beginnt. Nach den Abiturprüfungen drehte er 2011 auf Föhr für die ARD die Krimireihe Reif(f)f für die Insel für die Rolle des Finn Feddersen, die später von Remo Schulze übernommen wurde.
Von Herbst 2011 bis Mai 2013 studierte Daniel Axt am Neighborhood Playhouse in New York City Schauspiel und schloss die Ausbildung erfolgreich mit einem Diplom ab. Zwischen dem ersten und zweiten Studienjahr verkörperte er im Sommer 2012 im Rahmen der Märchenfilmreihe Sechs auf einen Streich den Prinzen in Schneeweißchen und Rosenrot. Des Weiteren übernahm er eine Episodenrolle in der WDR-Serie Ein Fall für die Anrheiner.
Während er im Frühjahr 2014 in SOKO Leipzig und im Dezember 2014 in SOKO Köln zu sehen war, lag ein weiterer Schwerpunkt seiner Arbeit auch in seiner Tätigkeit als Singer/Songwriter. Die EP mit dem Titel As happy as you are - 54th Street wurde im September 2014 veröffentlicht.
Von April bis Juni 2015 war er in den letzten, im Wochenrhythmus ausgestrahlten Folgen der ARD-Serie Verbotene Liebe zu sehen. In dem ZDF-„Herzkino“-Film Ferien vom Leben (2017) hatte er eine Nebenrolle als Darek, der zunächst heimlich in seinen besten Freund Vincent (Emilio Sakraya) verliebt ist. In der 16. Staffel der ARD-Telenovela Rote Rosen (2019) gehörte er als Straßenmusiker Dominik Reichelt zur wiederkehrenden Nebenbesetzung. In der 2. Staffel der ZDF-Krimiserie SOKO Hamburg (2019) übernahm er, an der Seite Jule Ronstedt, eine Episodenhauptrolle als Sohn eines erschossenen Kapitäns. In der abschließenden Folge der ZDF-Krimireihe Kommissarin Heller mit dem Titel Panik (2021) spielte er den Loverboy Luca Sandor, der die Tochter Verhoevens entführt. In der TV-Serie Die Pfefferkörner spielte er in der 214. Folge Die Himbeerkuchen-Hacker (2021) den Täter, der Tarun um seine Erfindung beraubt.
Daniel Axt lebt in Hamburg.

## Filmografie

### Film und Fernsehen
- 2006: Krimi.de: Die Gang
- 2007: Der Neue (Kurzfilm)
- 2008: Die Brücke
- 2008: Krimi.de: Coco unter Verdacht / Finderlohn
- 2008: Le Camping
- 2010: Rock It!
- 2010: Polizeiruf 110 – Risiko
- 2010: Countdown – Die Jagd beginnt – Der Bruch
- 2012: Reiff für die Insel – Neubeginn (Fernsehreihe)
- 2012: Schneeweißchen und Rosenrot
- 2012: Ein Fall für die Anrheiner – Mathe – sehr gut!
- 2013: SOKO Leipzig – Der alte Freund
- 2014: SOKO Köln – Väter und Söhne
- 2014: Pater Rupert Mayer
- 2015: Verbotene Liebe
- 2017: Notruf Hafenkante – Ein guter Junge
- 2017: Ferien vom Leben
- 2018: Morden im Norden – Dunkle Wasser
- 2019: Rote Rosen
- 2019: SOKO Hamburg – Mann über Bord
- 2020: Notruf Hafenkante – Schicksalstag
- 2020: SOKO Stuttgart – Abstiegskampf
- 2021: Kommissarin Heller: Panik (Fernsehreihe)
- 2021: Die Pfefferkörner – Die Himbeerkuchen-Hacker
- 2021: In aller Freundschaft – Feste Bande
- 2024: Der Zürich-Krimi: Borchert und die Stadt in Angst (Fernsehreihe)

### Musikvideos
- 2018: Egoist - Lina

## Hörspiele (Auswahl)
- 2010: Thomas Karallus: Drachenzähmen leicht gemacht (Das Original-Hörspiel zum Kinofilm) – Edelkids
- 2014: Thomas Karallus: Drachenzähmen leicht gemacht 2 (Das Original-Hörspiel zum Kinofilm) – Edelkids
- 2017: Julia Boehme/Hans-Joachim Herwald/Ludger Billerbeck: Meine Freundin Conni – Conni und das Ponyabenteuer – Karussell
- 2018: Margit Auer/Arne Gedigk: Die Schule der magischen Tiere – Folge 01: Die Schule der magischen Tiere – Karussell
- 2028: Margit Auer/Arne Gedigk: Die Schule der magischen Tiere – Folge 02: Voller Löcher! – Karussell
- 2018: Margit Auer/Arne Gedigk: Die Schule der magischen Tiere – Folge 03: Licht aus! – Karussell
- 2018: Margit Auer/Arne Gedigk: Die Schule der magischen Tiere – Folge 04: Abgefahren! – Karussell
- 2019: Margit Auer/Arne Gedigk: Die Schule der magischen Tiere – Folge 05: Top oder Flo! – Karussell
- 2018: Margit Auer/Arne Gedigk: Die Schule der magischen Tiere – Folge 06: Nass und nasser! – Karussell
- 2018: Thomas Karallus: Drachenzähmen leicht gemacht – Ein Geschenk von Nachtschatten (Das Original-Hörspiel zum Film-Special) – Edelkids
- 2018: Sabine Stein: Sumatra – Regie: Roman Neumann (NDR)
- 2019: Margit Auer/Arne Gedigk: Die Schule der magischen Tiere – Folge 08: Voll verknallt! – Karussell
- 2019: Thomas Karallus: Drachenzähmen leicht gemacht 3 (Das Originalschauspiel zum Kinofilm) – Edelkids
- 2019: Julia Boehme/Hans-Joachim Herwald/Ludger Billerbeck: Meine Freundin Conni – Conni und  die Ponys im Schnee – Karussell
- 2019: Marcus Giersch – Drachenzähmen leicht gemacht – Die guten alten Zeiten (Das Original-Hörspiel zum Film-Special) – Edelkids
- 2020: Margit Auer/Arne Gedigk: Die Schule der magischen Tiere – Folge 10: Hin und weg! – Karussell
- 2020: Margit Auer/Arne Gedigk: Die Schule der magischen Tiere – Eingeschneit! Ein Winterabenteuer – Karussell
- 2021: Margit Auer/Arne Gedigk: Die Schule der magischen Tiere – Folge 11: Wilder, wilder Wald! – Karussell
- 2021: Margit Auer/Arne Gedigk: Die Schule der magischen Tiere – Folge 12: Voll das Chaos – Karussell
- 2022: Engelbert von Nordhausen/Thomas Rock: Truschel der kleine Geisterhund – Folge 1: Geister gibt es nicht – Highscore Music
- 2022: Engelbert von Nordhausen/Thomas Rock: Truschel der kleine Geisterhund – Folge 2: Vielleicht gibt es doch Geister – Highscore Music
- 2022: Engelbert von Nordhausen/Thomas Rock: Truschel der kleine Geisterhund – Folge 3: Alte Geister und neue Freunde – Highscore Music
- 2022: Margit Auer/Arne Gedigk: Die Schule der magischen Tiere – Folge 13: Bravo, bravissimo! – Karussell

## Synchronrollen (Auswahl)
- 2010: Jay Baruchel als Hicks der Hüne III in Drachenzähmen leicht gemacht
- 2011: Jay Baruchel als Hicks der Hüne III in Drachen – Ein Geschenk von Nachtschatten
- 2014: Jay Baruchel als Hicks der Hüne III in Drachenzähmen leicht gemacht 2
- 2014: Alexander Flores als Winston in Maze Runner – Die Auserwählten im Labyrinth
- 2015: Alexander Flores als Winston in Maze Runner – Die Auserwählten in der Brandwüste
- 2018: Krystof Hádek als Josef Frantisek in Hurricane – Luftschlacht um England
- 2019: Jay Baruchel als Hicks der Hüne III in Drachenzähmen leicht gemacht 3: Die geheime Welt
- 2019: Jay Baruchel als Hicks der Hüne III in Drachenzähmen leicht gemacht: Die guten alten Zeiten
- 2019: Jeremy Culhane als obdachloser Junge in Spaghettiman
- 2019: Chris Sandiford als Bradley „Brad“ Smith in The Dark Pictures Anthology: Man of Medan
- 2019: Mark Ishii als Yasuhito Inaba in Tsuki ga Kirei
- 2019: Arthur Dupont als Tonio in Königreich der Bären
- 2019: Philip Ettinger als Alex in The Pirates of Somalia
- 2020: Anirudh Pisharody als Ryan in Die Jahrgangsbeste
- 2020: Dan Mousseau als Alex in Sincerely, Yours, Truly - Für immer Dein
- 2021: Fatih Berk Şahin als Deniz in Der letzte Sommer
- 2021: Choi Jae-ho als Abenteurer-Cookie, Kim Myeong-jun als Kleeblatt-Cookie und Kim Hyun-wook als Affogato-Cookie in Cookie Run: Kingdom
- 2023: André Peña als Luis Serra Navarro in Resident Evil 4